# Jesús Sala Naranjo
Jesús Sala Naranjo, más conocido como Jesús Sala (Madrid, 9 de abril de 1977), es un entrenador español de baloncesto. Actualmente  entrena al Baloncesto Fuenlabrada de la Liga Endesa.

## Trayectoria
Jesús comienza su carrera de entrenador en 1995 en el CD San Gabriel desarrollando su labor en diversos equipos de categorías inferiores.  En el año 2000 ficha por el CB Tres Cantos realizando la labor de director técnico y entrenador de los equipos senior y junior del club.  La temporada 2002/03 ficha por el CB Alcalá como entrenador del equipo junior y entrenador ayudante del equipo senior de Liga EBA, pasando a ser primer entrenador a partir de diciembre de 2002 tras la dimisión del entrenador en ese momento.  Esa temporada logra el sexto puesto en la liga junior tras perder en cuartos de final con el Real Madrid y logra la permanencia con el equipo senior.   La siguiente temporada 2002/03 se marcha a Lanzarote a entrenar al equipo Informática Lanzarote quedando campeón de la liga regular de primera nacional y logrando el título autonómico.  
En noviembre de 2004 se incorpora al Club Baloncesto Clavijo, donde sería entrenador principal durante 10 años, convirtiéndose en el técnico con más bagaje en un mismo club y a lo largo de los cuales se han producido los principales éxitos de la historia del club: entre ellos, la Copa Leb Plata 2011, el ascenso a Adecco Oro ese mismo año, o la disputa por primera vez de la eliminatoria de Ascenso a ACB la temporada 2013-14.   Durante esos diez años logra ser el entrenador más joven en lograr 100 victorias en la categoría (32 años), es elegido entrenador de Leb Plata del año (2011) y logra el mejor récord de Victorias en el ranking FEB de Leb Plata con 138 partidos ganados (61,1%). Se le conoce con el sobrenombre de Sir Jesús Sala.  
Comienza la temporada 2014-15 siendo director deportivo del Club Baloncesto Clavijo, pero en enero de 2015 llega al club Montakit Fuenlabrada para ser entrenador ayudante del primer equipo. El Club Baloncesto Clavijo llega a un acuerdo con el director deportivo del club, para poner fin a la vinculación contractual que unía a ambas partes. El motivo es la oferta recibida por Jesús Sala para ejercer como segundo entrenador en el Montakit Fuenlabrada de Liga Endesa ACB, a las órdenes de Hugo López.
En abril de 2015 técnico madrileño toma las riendas del Montakit Fuenlabrada hasta final de temporada tras la destitución de Hugo López y se convierte en el entrenador más joven de Liga Endesa ACB en la temporada 2014/15.
El técnico ha formado parte de los cuerpos técnicos de categorías inferiores de la selección española durante cinco años (2008-12). En esos cinco años ha sido seleccionador sub-18 en el Europeo U18 de Letonia/Lituania de 2012 donde logró el quinto puesto y clasificó a España para el Mundial U19.  Durante cuatro años fue entrenador ayudante de la selección U20, logrando la medalla de Oro en el Europeo U20 de Bilbao 2011 y tres medallas de bronce en los Europeos U20 de Croacia 2010, Rodas 2009 y Riga 2008.
En 2015 decide apartarse de las canchas, centrándose en su productora teatral Kendosan Producciones, fundada en 2014, así como la agencia de representación de actrices y actores Kendosan Agencia, donde desarrolla su trabajo desde 2019.  
En 2022 vuelve al parqué al incorporarse como primer entrenador del equipo masculino de Liga EBA del club Uros de Rivas.

## Clubs
- 1995-00: CD San Gabriel
- 2000-02: CB Tres Cantos
- 2002-03: CB Alcalá
- 2003-04: Informática Lanzarote
- 2004-15: CB Clavijo.
- 2015: Baloncesto Fuenlabrada.
- 2022-23: Uros de Rivas